# Aljadaqui
Aljadaqui, a veces escrito Al-Jadaqui es una banda dominicana de pop rock formada en 1995.

## Carrera
Aljadaqui inició su carrera musical en 1996 tocando en el concurso de rock “Phoenix96”, en el cual quedó como El grupo más innovador logrando el tercer lugar del certamen. 
En 1997 participan en "Trinchera '97". En ese mismo año lanzan a la radio su primer sencillo "Fuego Informal". Su segundo sencillo, "No Queda Más", los catapultó a los primeros lugares en la radio pop/rock dominicana.
A principios de 1999, lanzan al mercado su primer disco Toma Uno, con el cual la banda hizo el crossover a las emisoras de balada y salsa tropical. De ese disco se desprende el éxito #1 "Mentirosa", mediante el cual la banda aseguró su puesto en el mercado de la música tropical. Fue nominado como Álbum Del Año en las premiaciones Lo Mejor del Rock Dominicano de 1999. "Si Piensas Volver" y "De Medio La'o", fueron otros de los éxitos que la banda cosechó, totalizando seis hits # 2 de ese disco en las emisoras pop/rock y tropicales de República Dominicana.
En ese mismo año fueron nominados a los Premios Casandra de República Dominicana como Mejor Grupo de Rock del Año, resultando ganadores en 2000 y 2005.
Su segundo disco, Caribenautas, fue lanzado el 9 de febrero de 2004 en el Maunaloa Gran Club & Casino.
"Por Ella", fue el primer sencillo que se extrajo del disco. La balada/rock "Ganas De Amar" fue escogida como tema principal del reality show El Amor De Tu Vida. Otros éxitos de este disco fueron "Se Me Va La Vida" y "Ahora No Estás".
El 1 de noviembre de 2006 fueron invitados a tocar al Pre-Show del Grammy Latino en New York, Estados Unidos. Más tarde se embarcaron en una pequeña gira por ciudades de Estados Unidos, que incluyó paradas en Lowell, Massachusetts y varios locales en la urbe neoyorkina, en los que presentaron "Chevy", su primer sencillo después de Caribenautas.
Por aquellos días estuvieron representando a Frantic, una línea de ropa de New York. La banda clasificó a la final del Coca Cola Blast Beat USA, que se llevó a cabo el 16 de junio de 2007, en New York.
En septiembre de 2008 la banda presentó su nuevo álbum titulado Radio del alma en Manhattan, Nueva York.
En 2010 participaron en el Festival Presidente de Música Latina, que se realiza en la República Dominicana organizado por la Cervecería Nacional Dominicana, donde participaron junto a Juan Luis Guerra, Toque Profundo, Juanes, Gilberto Santa Rosa, Luis Fonsi, entre otros.

### Presentaciones en Estados Unidos y TV
La banda se ha presentado en Estados Unidos en shows como el Morning Show del Noticiero Telemundo en el Canal 47 y en Al Amanecer de Univisión, Canal 41 de New York. Se han presentado en bares como ARKA Lounge, SOB'S, Mirage y View, entre otros. Fueron entrevistados en las tres estaciones Latinas de radio de New York: Mega 97.9, Amor 93.1, and LatinoMix 109.5 FM. Fueron presentados como parte de un segmento del programa American Latino TV de CBS.

## Retiro de los escenarios
En el año 2013, Mariano Lantigua, líder, vocalista y compositor de la banda, anunció el fin a la trayectoria de más de 16 años de Aljadaqui, con un concierto final titulado "Hasta siempre", que causó conmoción entre su fanaticada.
Lantigua contó en una entrevista cómo se sentía al respecto a esta ruptura definitiva con la música, ya que ni siquiera él pretendía continuar en solitario, también habló de algunas de las razones que terminaron de poner punto final a la relación entre los integrantes de la banda, principalmente los problemas con disqueras que no les permitían grabar nueva música, eso los hizo alejarse un poco de los escenarios
"Nunca nos desmantelamos simplemente uno que otro fue dejando el grupo, pero hasta al día de hoy éramos un grupo funcional", defendió Lantigua.

## Regreso
El año 2020, marcó el regreso de Aljadaqui, para ofrecer un concierto virtual lleno de emociones y decenas de éxitos.
“Aljadaqui por siempre” es como los hermanos Lantigua bautizaron su gran show en formato paga por ver (pay per view), con el objetivo de brindar a sus fanáticos de todo el mundo un concierto cargado de buena vibra, euforia y romanticismo.

## 2022 y actualidad
La banda se mantiene de gira tocando todos sus éxitos, tanto en la República Dominicana como de manera internacional.

## Estilo e influencias
La música de Aljadaqui es una mezcla de funk, hip hop, R&B, Ska y alternative de los '90s, bajo una atmósfera tropical. Sus principales influencias son Red Hot Chili Peppers, Live, Rage Against The Machine, Spin Doctors, Juan Luis Guerra y Sting, entre otros.

## Miembros
- Mariano Lantigua, vocalista líder (1995-)

#### Exintegrantes
- Roberto Lantigua, guitarra y coro (1995- 2014)
- José Vizcaíno, Batería (1997-2008)
- Anser Olivo, bajo (1995-2007)
- Mickey Martínez, guitarra (1998-2006)
- José Carlos Vargas, guitarra (1995-1998)

### Colaboraciones
- Johnny Pacheco en Guaguancó (Caribenautas)

## Discografía
- Toma uno (1999)
- Caribenautas (2004)
- Grandes éxitos (2006)
- Radio del Alma (2008)
- Invencibles (2011)